# آيتور تورنافاكا
آيتور تورنافاكا (بالإسبانية: Aitor Tornavaca)‏ (24 مارس 1976 بفيتوريا-غاستيز في إسبانيا - ) هو لاعب كرة قدم إسباني في مركز الوسط. لعب مع ريال خاين وريال سبورتينغ خيخون وريكرياتيفو وسبورتينغ خيخون ب ونادي إيبار ونادي ليغانيس ونادي ليفانتي وCD Llanes ‏ وريال أفيليس ‏.

## روابط خارجية
- آيتور تورنافاكا على موقع Soccerway.com (الإنجليزية)
- آيتور تورنافاكا على موقع عالم كرة القدم.نت (الإنجليزية)